# Hard X
Hard X es un estudio de cine pornográfico canadiense que produce películas de los géneros hardcore y gonzo.

## Historia
Fue fundado en agosto de 2013 por OpenLife Entertainment, siendo más tarde conocido como OL Entertainment. A lo largo de su historia ha producido películas de distinta temática, desde las clásicas de chico-chica a producciones de sexo anal, interracial, en grupo (gangbang) y doble penetración. Toda su distribución se realiza por medio del sello Mile High Media. Hard X, junto con Erotica X, Dark X y Lesbian X, forma parte de la marca X Empire.
En su debut en los premios de la industria en 2014, en los Premios AVN, ganó el premio al Mejor nuevo estudio. Una de sus primeras producciones, Anikka, con Anikka Albrite, se hizo con cinco premios de ocho nominaciones en las que estaba presente, entre ellas las de Mejor director, para Mason, Mejor escena de sexo anal, Mejor Tease Performance y a la Mejor escena de trío Hombre-Mujer-Hombre.
Al año siguiente, en 2015, su película Gangbang Me se saldó ganadora en los Premios AVN no solo al galardón a Mejor lanzamiento de orgía o gangbang, también los de Mejor escena de sexo en grupo y la Mejor escena escandalosa de sexo. En los premios XBIZ de ese año, Hard X ganó en la categoría de Estudio del año.

## Actrices y películas
Especializada en distintas temáticas, los estudios de Hard X han rodado hasta la actualidad más de 100 películas. Además de las películas independientes, entre las que destacan las pertenecientes a actrices, como Abella, Alexis, Allie, Keisha, Lana Rhoades Unleashed, Maddy, Mia o Remy; muchas otras forman parte de seriales como Anal Cuties, Big Anal Asses, DP Me, Facialized, Prime MILF, Squirt For Me, Super Cute o Stacked, entre otras.

### Actrices
Algunas de las actrices que trabajan (o han trabajado) para Hard X son:
- Aaliyah Love
- Abella Danger
- Abigail Mac
- Adria Rae
- Adriana Chechik
- Aidra Fox
- Aletta Ocean
- Alexis Fawx
- Alexis Monroe
- Alina Lopez
- Allie Haze
- Ana Foxxx
- Angela White
- Anikka Albrite
- Anissa Kate
- Anna Bell Peaks
- Anya Olsen
- Ariana Marie
- Arya Fae
- Ashley Adams
- Ash Hollywood
- August Ames
- Ava Addams
- Ava Devine
- Avi Love
- Blair Williams
- Bonnie Rotten
- Brandi Love
- Briana Banks
- Bridgette B.
- Britney Amber
- Cadence Lux
- Cali Carter
- Candice Dare
- Carmen Caliente
- Carter Cruise
- Casey Calvert
- Cassidy Klein
- Chanell Heart
- Cherie DeVille
- Christiana Cinn
- Christie Stevens
- Christy Mack
- Cindy Starfall
- Dana DeArmond
- Dana Vespoli
- Dani Daniels
- Dillion Harper
- Elena Koshka
- Ella Knox
- Eliza Ibarra
- Eliza Jane
- Elsa Jean
- Emily Willis
- Eva Karera
- Gabriella Paltrova
- Gia Derza
- Gina Valentina
- Giselle Palmer
- Gracie Glam
- Holly Hendrix
- Holly Michaels
- India Summer
- Ivy Lebelle
- Ivy Wolfe
- Jada Stevens
- Jane Wilde
- Jasmine Jae
- Jayden Jaymes
- Jillian Janson
- Joanna Angel
- Julia Ann
- Karlee Grey
- Karlie Montana
- Katrina Jade
- Kendra Lust
- Kenzie Reeves
- Kimmy Granger
- Kira Noir
- Kissa Sins
- Kristen Scott
- Lana Rhoades
- Lena Paul
- Lilly Ford
- Liza Rowe
- Luna Star
- Maddy O'Reilly
- Marica Hase
- Marley Brinx
- Megan Rain
- Mercedes Carrera
- Mia Malkova
- Moka Mora
- Morgan Lee
- Naomi Woods
- Natalia Starr
- Natasha Nice
- Nicole Aniston
- Nina Elle
- Nina North
- Olivia Austin
- Phoenix Marie
- Pristine Edge
- Reagan Foxx
- Rebel Lynn
- Richelle Ryan
- Riley Reid
- Romi Rain
- Samantha Rone
- Sara Luvv
- Sarah Jessie
- Sarah Vandella
- Scarlet Red
- Sinn Sage
- Stella Cox
- Teanna Trump
- Texas Patti
- Tiffany Doll
- Valentina Nappi
- Veronica Avluv
- Verónica Rodríguez
- Vicki Chase
- Whitney Wright
- Yhivi
- Zoey Monroe

## Premios y nominaciones
| Año  | Ceremonia          | Resultado | Premio                         |
| ---- | ------------------ | --------- | ------------------------------ |
| 2014 | Premios AVN        | Ganador   | Mejor nuevo estudio            |
| 2015 | Premios XBIZ       | Ganador   | Estudio del año                |
| 2016 | Premios Nightmoves | Nominado  | Mejor productora del año       |
| 2016 | Premios XBIZ       | Nominado  | Estudio del año                |
| 2017 | Premios AVN        | Nominado  | Mejor sitio web de suscripción |
| 2017 | Premios DVDErotik  | Nominado  | Estudio del año                |
| 2017 | Premios Spank Bank | Nominado  | Estudio de producción del año  |
| 2017 | Premios XBIZ       | Nominado  | Estudio del año                |
| 2018 | Premios Nightmoves | Nominado  | Mejor productora del año       |
| 2018 | Premios Spank Bank | Nominado  | Estudio de producción del año  |
| 2018 | Premios Spank Bank | Nominado  | Página web de pago del año     |
| 2018 | Premios Urban X    | Nominado  | Estudio del año                |
| 2018 | Premios XBIZ       | Nominado  | Estudio del año                |
| 2018 | Premios XCritic    | Nominado  | Mejor sitio web de suscripción |
| 2019 | Premios XBIZ       | Nominado  | Sitio web del año              |